# 名古屋市電笹島線
笹島線（ささしません）は、かつて愛知県名古屋市に存在した、名古屋市電の路線（路面電車）の一つである。同市中村区東部にあった六反小学校前停留場と名古屋駅前停留場を結んでいた。ここでは、名古屋駅前停留場と那古野町停留場を結んでいた広井町線（ひろいちょうせん）、および両線の前身にあたる堀内町線（ほりうちちょうせん）・桜町西線（さくらまちにしせん）についても記述する。
4路線とも名古屋駅の周辺にあった路線である。最も古いのは堀内町線で1921年（大正10年）開業。桜町西線・笹島線は1937年（昭和12年）の開業で、1943年（昭和18年）の広井町線全通と入れ替わりで堀内町線・桜町線の2線が廃止された。笹島線・広井町線の廃止は戦後の市電最盛期を経た1972年（昭和47年）のことである。

## 路線概況
全長は笹島線が1.364キロメートル、広井町線が0.607キロメートル（1962年3月末時点）。全線複線かつ道路上に敷設された併用軌道であった。
笹島線の起点は六反小学校前停留場である。旧六反小学校南西角、大須通（市道日置通線）と名駅通（市道山王線）が交差する名駅南五丁目交差点に位置した。東の水主町方面から通ずる市電路線はこの交差点で北へ折れ、名駅通を北進していく。水主町 - 六反間の路線名を水主町延長線といい、六反以北の路線名を「笹島線」といった。
東海道本線や名鉄名古屋本線などの東に沿って名駅通を北上すると、東西方向の広小路通（県道60号）・太閤通（県道68号）と交差する笹島交差点へと出る。交差点には笹島町停留場があり、東へ向かう市電栄町線および西へ向かう中村線と交差した。この交差点には栄町線と笹島線北側を繋ぐ複線の連絡線があり、笹島線名古屋駅前方面と栄町線柳橋・栄方面の直通が可能であった。
次の名古屋駅前停留場は笹島線の終点ならびに広井町線の起点であった。名古屋駅正面、名駅通と桜通が交差する駅前ロータリーを挟んで南北2か所に停留場があった。南側の停留場は名古屋駅正面口・名鉄百貨店（名鉄名古屋駅）前、北側の停留場は名古屋駅北口前にあたる。またロータリー内には東側に噴水、西側（駅側）に「青年の像」という銅像があったが、市電の線路はその間を通ってロータリーを南北に貫通していた。
広井町線は名古屋駅前を起点に、中央郵便局交差点にて北東へ折れる市道広井町駅前線を進む。途中の停留場がない短い路線であり、終点那古野町停留場では北上して菊井町・押切町方面へ向かう押切線に接続した。なお、途中の中央郵便局交差点から北西側に伸びる線路も存在した。「名古屋駅前待避線」という、多くの系統が集まる名古屋駅前停留場で電車の時間調整を行うための待避線で、全長268メートルの側線であった（1962年3月末時点）。

## 歴史

### 前身・堀内町線の開業
1886年（明治19年）、東海道本線に名古屋駅が開業した。当時は現在地よりも200メートルほど南に位置しており、駅舎正面（東側）の駅前広場は広小路通の突き当りになる三叉路のすぐ北側に立地していた。鉄道開通12年後の1898年（明治31年）、名古屋電気鉄道によって名古屋駅前（笹島町）より広小路通上を久屋町まで路面電車すなわち栄町線が開通する。次いで1901年（明治34年）には柳橋より車庫のある那古野町を経由して押切町へ至る押切線も開通し、以後、名古屋電気鉄道による市内線整備が続いた。
1915年（大正4年）になり、名古屋市によって名古屋駅前から那古野町へ通じる幅員8間半（15.45メートル）の道路「堀内町線」の整備が始まった。名古屋電気鉄道でも同年4月20日付で名古屋駅前 - 那古野町間の軌道敷設特許を出願し、11月1日付でその許可を得ている。しかし用地買収の停滞から道路の竣工は予定より遅れて1919年（大正8年）3月にずれ込む。その2年半後の1921年（大正10年）12月7日、名古屋駅前 - 那古野町間の路面電車すなわち堀内町線も開通をみた。
1922年（大正11年）8月1日、名古屋電気鉄道市内線を名古屋市が買収・市営化し名古屋市電気局（後の交通局）が引き継いだことで名古屋市電が成立した。結果的に、前年開通の堀内町線が名古屋電気鉄道市内線最後の開通路線となった。買収時の資料によると、当時の路線名は「堀内線」で、名古屋駅前 - 那古野町間全線複線、長さは785.76メートルであった。

### 名古屋駅高架化と笹島線整備
市内線を継承した名古屋市では、都市計画に基づく道路計画の策定や新市域での区画整理の進行、人口の増加などを背景として市電路線網の拡張を計画し、全長約58キロメートル・総工費2814万円に及ぶ新路線の建設計画を立て、1928年（昭和3年）3月31日付で計20路線についての軌道敷設特許を得た。このときの特許線の一つに「笹島線」がある。特許区間は西日置町字長島から広井町3丁目までで、その長さは1.4685キロメートルであった。
1937年（昭和12年）2月1日、名古屋駅が高架化の上、桜通の正面にあたる現在地へと移転した。移転に伴い、市電でも移転と同日付で名古屋駅前停留場（初代）が笹島町停留場へと改称する。次いで路線網にも動きがあり、同年3月14日、堀内町線の途中堀内町停留場から2代目名古屋駅前停留場へ乗り入れる新路線が開通した。この路線は笹島線ではなく「桜町西線」と称する。新線開通の結果、市電は移転後の名古屋駅前への乗り入れを果たし、笹島町（旧駅前）起点の系統を新・名古屋駅前まで引き入れることができた。

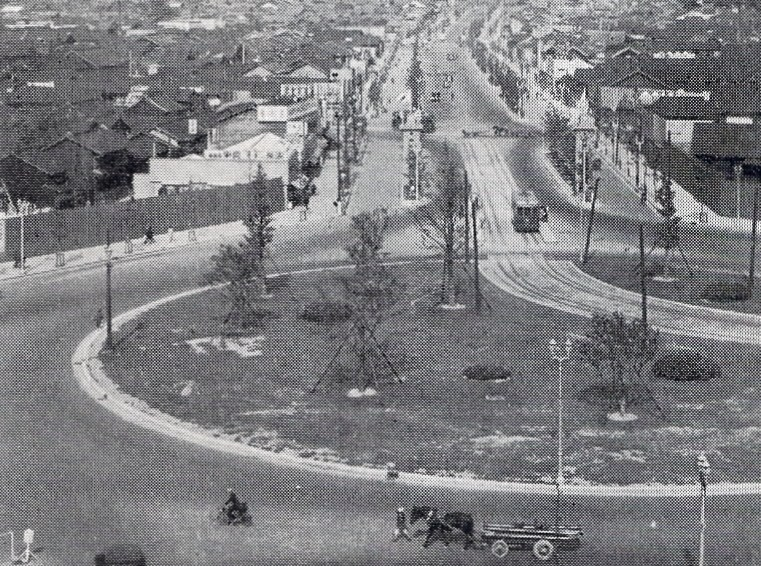
1938年頃の名古屋駅前。写真手前から奥に伸びる直線部分が桜町西線、手前で右に向かっているのが笹島線、奥で左折しているのが堀内町線。1943年にはロータリーを左手に直進する広井町線が開業し、桜町西線と堀内町線が廃止される。

続いて1937年4月16日、笹島町停留場と名古屋駅前停留場を直結する路線として笹島線が開通した。一方、同日付で堀内町線の南半分、笹島町 - 堀内町間は廃線となる。この結果、笹島町より旧線の西側を通り、駅前ロータリー内を右折、桜通を若干東進してから在来線と合流し北上するという、笹島線・桜町西線・堀内町線（笹島町 - 名古屋駅前 - 堀内町 - 那古野町）の3路線からなる新しい経路が出現した。なおこの段階、1938年3月末現在での路線長は、笹島線423.6メートル・桜町西線55.5メートル・堀内町線400メートル（ほかに「堀内町桜町西線連絡線」55.6メートル）であった。
1940年（昭和15年）5月28日、笹島線南部の六反小学校前 - 笹島町間1.019キロメートルが開通し、笹島線は全線開通した。六反小学校前では1934年（昭和9年）に開通していた水主町延長線（水主町 - 六反間）に接続している。

### 広井町線全通と旧線廃止
名古屋駅移転から1年半後の1938年（昭和13年）12月16日、名古屋駅降車口からの乗客の利便を図るため名古屋駅降車口前に停留場が新設され、笹島線・桜町西線両線との間に連絡線が敷設された。この名古屋駅降車口前停留場と既設の名古屋駅前（2代目）改め名古屋駅乗車口前停留場を結ぶ新線を「広井町線」と称する。この段階での路線長は171メートルであった（1939年3月末現在）。
1941年（昭和16年）12月9日付で、名古屋市は笹島町1丁目から那古野町2丁目まで606メートルの軌道敷設特許を得た。1年半後の1943年（昭和18年）3月20日、広井町線として名古屋駅降車口前停留場と那古野町停留場を直結する路線が開業に至る。同時に桜町西線ならびに堀内町線北部（堀内町 - 那古野町間）は廃線となった。その結果、名古屋駅前 - 那古野町間は駅前ロータリーを直進して中央郵便局前を右折、北東へ進んで那古野町へ至る新ルートとなった。また同時に中央郵便局前の名古屋駅前待避線も開業している。
なお6年で廃止された「桜町西線」は、笹島線と同じく1928年に特許を得た路線の一つで、特許区間は広井町3丁目から伏見町4丁目までの1.1467キロメートルであった。さらに伏見町4丁目から東桜町1丁目まで0.8650キロメートルを繋ぐ「桜町東線」の特許も得ていた。これらの特許は太平洋戦争後まで維持されたが、1956年（昭和31年）10月4日付で起業廃止が許可されて失効している。

### 廃線

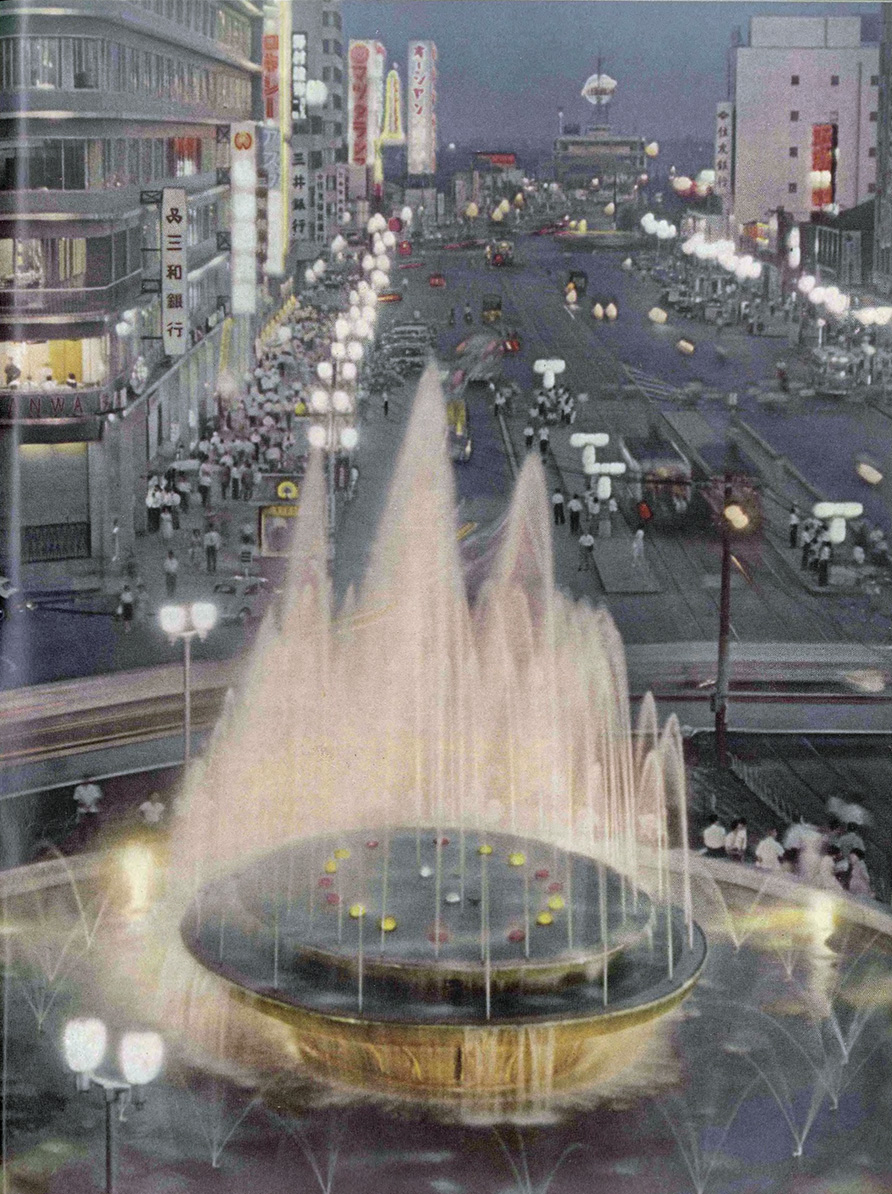
名古屋駅前の噴水から南（笹島方面）を望む（1959年）

名古屋市電は1950年代末に路線網・輸送人員ともに最盛期を迎えたが、事業の大幅な赤字化や市営バスの急速な拡大、自動車の普及による交通事情の変化など市電を取り巻く環境が変化したことから、市は1965年度（昭和40年度）から段階的な市電の撤去に着手し、1968年（昭和43年）12月には1973年度（昭和48年度）までに市電を全廃すると決定した。名古屋駅前を発着する運転系統は最大11あったが（下記#運転系統参照）、段階的に削減されていく。名古屋駅前周辺では、まず1967年（昭和42年）3月31日付にて時間調整用の名古屋駅前待避線が廃止された。
名古屋駅前発着の運転系統は、最終的に押切浄心連絡線浄心町と笹島町を結ぶ系統と、名古屋駅前と東郊線堀田駅前または循環東線新瑞橋を結ぶ系統の3つが残った。そして1972年（昭和47年）3月1日、浄心町 - 堀田駅前間を含む市電路線計16.5キロメートルがまとめて廃止されたことで、笹島線・広井町線は全線廃線となった。

## 停留場
廃線前の時点で、笹島線・広井町線の両線には以下の計5停留場が設置されていた。
| 停留場名                                              | キロ程 (km) | 所在地                   | 位置・備考             |
| ----------------------------------------------------- | ----------- | ------------------------ | ---------------------- |
| 六反小学校前（ろくたんしょうがっこうまえ）            | 0.0         | 中村区日置通6丁目・7丁目 | 名駅南五丁目交差点付近 |
| 下広井町（しもひろいちょう）                          | 0.6         | 中村区下広井町1丁目      | 下広井町交差点南方     |
| 笹島町（ささしまちょう）                              | 1.0         | 中村区笹島町             | 笹島交差点付近         |
| （旧・名古屋駅乗車口前）                              | 1.4/0.0     |                          | 笹島線・広井町線境界   |
| 名古屋駅前（なごやえきまえ） （旧・名古屋駅降車口前） | 0.2         | 中村区笹島町             | 名古屋駅交差点付近     |
| 那古野町（なごのちょう）                              | 0.6         | 中村区島崎町             | 那古野交差点南西       |

### 停留場の変遷
（この節の出典はいずれも『日本鉄道旅行地図帳』7号54・57頁である）
- 1921年12月7日 : 堀内町線開通に伴い、堀内町開業（笹島・那古野町は他線で既設）。
- 1922年8月1日 : 笹島を名古屋駅前（初代）に改称。
- 1928年1月6日 : 那古野町を電気局前に改称。
- 1930年3月24日 : 電気局前を那古野町に改称。
- 1937年2月1日 : 名古屋駅前（初代）を「笹島町（元名古屋駅前）」に改称。
- 1937年3月14日 : 桜町西線開通に伴い、名古屋駅前（2代）を新設。
- 1937年4月16日 : 笹島町（元名古屋駅前）を笹島町に改称。笹島線部分開業、堀内町線部分廃止。
- 1938年12月16日 : 名古屋駅前（2代）を名古屋駅乗車口前に改称。広井町線に名古屋駅降車口前を新設。
- 1940年5月28日 : 笹島線六反延伸に伴い、日置通八丁目・下広井町を新設（六反小学校前は他線で既設）。
この時点の停留場を並べると以下の通りになる
六反小学校前 - 日置通八丁目 - 下広井町 - 笹島町 - 名古屋駅乗車口前 - 堀内町 - 那古野町、名古屋駅乗車口前 - 名古屋駅降車口前
- 1941年5月10日 : 六反小学校前を六反学校前に改称。
- 1943年ごろ : 日置通八丁目・下広井町・那古野町休廃止。
- 1943年3月20日 : 広井町線全通。堀内町線・桜町西線廃線に伴い、堀内町廃止。
- 1943年5月8日 : 名古屋駅降車口前を名古屋駅前（3代）に改称し、名古屋駅乗車口前を統合。
- 1946年11月15日 : 下広井町再開。
- 1949年7月15日 : 六反学校前を六反小学校前に改称。
- 1951年6月10日 : 那古野町再開。
- 1972年3月1日 : 路線廃止に伴い全停留場廃止。

### 接続路線
- 市電
  - 笹島町停留場：栄町線（1921年 - 1971年）・中村線（1937年 - 1972年）
  - 六反小学校前停留場：水主町延長線（1940年 - 1972年）
  - 那古野町停留場：押切線（1921年 - 1972年）
- 地下鉄
  - 名古屋駅前停留場：東山線（名古屋駅、1957年 - 1972年）
- 国鉄線
  - 笹島町停留場：東海道本線・中央本線・関西本線（名古屋駅（移転前）、1898年 - 1937年）
  - 名古屋駅前停留場：東海道本線・中央本線・関西本線（名古屋駅（移転後）、1937年 - 1972年）
- 私鉄線
  - 名古屋駅前停留場：名古屋鉄道（名鉄）名古屋本線（新名古屋駅、1941年 - 1972年）
  - 名古屋駅前停留場：近畿日本鉄道（近鉄）名古屋線（近鉄名古屋駅、1938年 - 1972年）

## 運転系統

### 1937年時点
1937年（昭和12年）8月時点において那古野町 - 笹島町間で運行されていた運転系統は以下の通り。
- 浄心前 - 押切町 - 菊井町 - 那古野町 - 名古屋駅前 - 笹島町 - 柳橋 - 栄町 - 東新町 - 千種駅前
- 浄心前 - 押切町 - 菊井町 - 那古野町 - 名古屋駅前 - 笹島町 - 柳橋 - 栄町 - 東新町 - 鶴舞公園 - 高辻 - 市民病院前
- 浄心前 - 押切町 - 菊井町 - 那古野町 - 名古屋駅前 - 笹島町 - 柳橋 - 水主町 - 上前津 - 熱田駅前 - 熱田伝馬町
- 押切町 - 菊井町 - 那古野町 - 名古屋駅前 - 笹島町 - 柳橋 - 栄町 - 東新町 - 今池 - 覚王山 - 東山公園
- 那古野町 - 名古屋駅前 - 笹島町 - 柳橋 - 栄町 - 東新町 - 東片端 - 赤塚 - 大曽根
- 名古屋駅前 - 那古野町 - 菊井町 - 明道橋 - 東片端 - 平田町 - 新栄町 - 鶴舞公園 - 水主町 - 柳橋 - 笹島町 - 名古屋駅前

### 1952年時点
1952年（昭和27年）3月時点において那古野町 - 六反小学校前間で運行されていた運転系統は以下の通り。
- 1号系統：名古屋駅前 - 笹島町 - 栄町 - 今池 - 池下 - 覚王山 - 東山公園
- 3号系統：名古屋駅前 - 笹島町 - 水主町 - 鶴舞公園 - 平田町 - 東片端 - 明道町 - 菊井町 - 那古野町 - 名古屋駅前
- 11号系統：浄心町 - 菊井町 - 那古野町 - 名古屋駅前 - 笹島町 - 栄町 - 今池 - 池下
- 12号系統：名古屋駅前 - 那古野町 - 菊井町 - 明道町 - 東片端 - 清水口 - 赤塚 - 大曽根 - 東大曽根
- 30号系統：名古屋駅前 - 笹島町 - 水主町 - 鶴舞公園 - 高辻 - 堀田駅前
- 35号系統：笹島町 - 水主町 - 鶴舞公園 - 高辻 - 桜山町
- 60号系統：名古屋駅前 - 笹島町 - 栄町 - 今池 - 大久手 - 安田車庫前 - 八事
- 62号系統：名古屋駅前 - 笹島町 - 栄町 - 今池 - 大久手 - 桜山町 - 瑞穂通三丁目

### 1961年以降
1961年（昭和36年）4月時点における名古屋駅前発着系統は以下の通り。
- 広井町線・笹島線双方経由
  - 3号系統：名古屋駅前 - 笹島町 - 水主町 - 鶴舞公園 - 平田町 - 東片端 - 明道町 - 菊井町 - 那古野町 - 名古屋駅前
  - 11号系統：浄心町 - 菊井町 - 那古野町 - 名古屋駅前 - 笹島町 - 栄町 - 今池 - 覚王山
- 広井町線経由（那古野町方面行）
  - 12号系統：名古屋駅前 - 那古野町 - 菊井町 - 明道町 - 東片端 - 清水口 - 赤塚 - 大曽根 - 東大曽根
  - 18号系統：名古屋駅前 - 那古野町 - 菊井町 - 明道町 - 東片端 - 清水口 - 黒川 - 城北学校前
  - 81号系統：名古屋駅前 - 那古野町 - 菊井町 - 明道町 - 東片端 - 平田町 - 赤塚 - 大曽根 - 上飯田
  - 50号系統：名古屋駅前 - 那古野町 - 菊井町 - 明道町 - 柳橋 - 水主町 - 八熊通 - 港車庫前 - 名古屋港
- 笹島線経由（笹島町・六反小学校前方面行）
  - 1号系統：名古屋駅前 - 笹島町 - 栄町 - 今池 - 覚王山 - 東山公園 - 星ヶ丘
  - 60号系統：名古屋駅前 - 笹島町 - 栄町 - 今池 - 大久手 - 安田車庫前 - 八事
  - 62号系統：名古屋駅前 - 笹島町 - 栄町 - 今池 - 大久手 - 桜山町 - 瑞穂通三丁目
  - 30号系統：名古屋駅前 - 笹島町 - 水主町 - 鶴舞公園 - 高辻 - 堀田駅前
  - 35号系統：名古屋駅前 - 笹島町 - 水主町 - 鶴舞公園 - 高辻 - 桜山町 - 瑞穂通三丁目 - 新瑞橋

市電路線網の縮小が始まると、上記11系統のうちまず1963年（昭和38年）4月1日付で名古屋駅前 - 星ヶ丘間の1号系統が廃止された（ただし1961年5月より覚王山 - 星ヶ丘間運休・バス代行）。次いで同年4月22日、名古屋駅前 - 瑞穂通三丁目間の62号系統が中村線大門通起点となって名古屋駅前を発着しなくなった。
1965年（昭和40年）10月1日、名古屋駅前 - 東大曽根間の12号系統が廃止となる。さらに1967年（昭和42年）2月1日付で名古屋駅前 - 城北学校前間の18号系統と名古屋駅前 - 八事間の60号系統、1969年（昭和44年）2月20日付で名古屋駅前 - 名古屋港間の50号系統がそれぞれ廃止された。1970年代に入ってからは1970年（昭和45年）4月1日名古屋駅前発着環状系統の3号系統が廃止、1971年（昭和46年）2月1日には名古屋駅前 - 上飯田間の81号系統も廃止された。
笹島線・広井町線廃線まで運行が継続されたのは11号系統・30号系統・35号系統の3つであった。うち30号系統は名古屋駅前 - 堀田駅前間、35号系統は名古屋駅前 - 新瑞橋間と運行区間が変わっていないが、11号系統については路線廃止に従い終点側が覚王山から今池、次いで栄と段階的に短縮され、1971年2月1日からは浄心町 - 笹島町間の運行となっていた。1972年3月1日付の路線廃止により、3つの系統はまとめて廃止された。

## 利用動向

### 1959年調査
1959年（昭和34年）6月11日木曜日に実施された市電全線の利用動向調査によると、那古野町 - 六反間各停留場の方向別乗車人員・降車人員ならびに停留場間の通過人員は下表の通りであった。
| 停留場名     | 乗車人員 | 乗車人員 | 乗車人員 | 降車人員 | 降車人員 | 降車人員 | 停留場間通過人員 | 停留場間通過人員 |
| 停留場名     | ▼南行    | ▲北行    | 合計     | ▼南行    | ▲北行    | 合計     | ▼南行            | ▲北行            |
| ------------ | -------- | -------- | -------- | -------- | -------- | -------- | ---------------- | ---------------- |
| 那古野町     | 712      | 終点     | (1,340)  | 起点     | 717      | (1,290)  | 21,086           | 21,912           |
| 名古屋駅前   | 20,179   | 18,506   | 38,685   | 16,580   | 19,303   | 35,883   | 21,086           | 21,912           |
| 名古屋駅前   | 20,179   | 18,506   | 38,685   | 16,580   | 19,303   | 35,883   | 24,685           | 22,709           |
| 笹島町       | 2,587    | 911      | (15,741) | 864      | 3,333    | (18,975) | 24,685           | 22,709           |
| 笹島町       | 2,587    | 911      | (15,741) | 864      | 3,333    | (18,975) | 7,374            | 7,964            |
| 下広井町     | 207      | 202      | 409      | 217      | 303      | 520      | 7,374            | 7,964            |
| 下広井町     | 207      | 202      | 409      | 217      | 303      | 520      | 7,364            | 8,065            |
| 六反小学校前 | 終点     | 1,226    | (2,078)  | 1,166    | 起点     | (2,196)  | 7,364            | 8,065            |

- 備考
  - 那古野町・笹島町・六反小学校前の乗車人員・降車人員合計値は他線区の数値を含む。
  - 那古野町をまたいで押切線（菊井町以遠）と直通する乗客は、南行20,374人・北行21,195人。
  - 笹島町をまたいで栄町線（柳橋以遠）と直通する乗客は、南行19,034人・北行17,167人。
  - 六反小学校前をまたいで水主町延長線（水主町以遠）と直通する乗客は、南行6,198人・北行6,839人。

### 1966年調査
1966年（昭和41年）11月8日火曜日に実施された市電全線の利用動向調査によると、那古野町 - 六反間各停留場の方向別乗車人員・降車人員ならびに停留場間の通過人員は下表の通りであった。
| 停留場名     | 乗車人員 | 乗車人員 | 乗車人員 | 降車人員 | 降車人員 | 降車人員 | 停留場間通過人員 | 停留場間通過人員 |
| 停留場名     | ▼南行    | ▲北行    | 合計     | ▼南行    | ▲北行    | 合計     | ▼南行            | ▲北行            |
| ------------ | -------- | -------- | -------- | -------- | -------- | -------- | ---------------- | ---------------- |
| 那古野町     | 289      | 終点     | (985)    | 起点     | 350      | (810)    | 15,442           | 15,739           |
| 名古屋駅前   | 9,599    | 14,548   | 24,147   | 14,083   | 7,343    | 21,426   | 15,442           | 15,739           |
| 名古屋駅前   | 9,599    | 14,548   | 24,147   | 14,083   | 7,343    | 21,426   | 10,958           | 8,534            |
| 笹島町       | 1,035    | 180      | (10,237) | 400      | 1,061    | (11,107) | 10,958           | 8,534            |
| 笹島町       | 1,035    | 180      | (10,237) | 400      | 1,061    | (11,107) | 6,527            | 5,545            |
| 下広井町     | 118      | 86       | 204      | 177      | 147      | 324      | 6,527            | 5,545            |
| 下広井町     | 118      | 86       | 204      | 177      | 147      | 324      | 6,468            | 5,606            |
| 六反小学校前 | 終点     | 913      | (1,420)  | 885      | 起点     | (1,472)  | 6,468            | 5,606            |

- 備考
  - 那古野町・笹島町・六反小学校前の乗車人員・降車人員合計値は他線区の数値を含む。
  - 那古野町をまたいで押切線（菊井町以遠）と直通する乗客は、南行15,153人・北行15,389人。
  - 笹島町をまたいで栄町線（柳橋以遠）と直通する乗客は、南行5,066人・北行3,870人。
  - 六反小学校前をまたいで水主町延長線（水主町以遠）と直通する乗客は、南行5,583人・北行4,693人。